# 悦来镇 (中江县)
悦来镇，是中华人民共和国四川省德阳市中江县下辖的一个乡镇级行政单位。

## 行政区划
悦来镇归属四川省德阳市中江县，地处中江县中北部偏东；东临三台县西平、凯河两镇，南抵县内龙台镇、永安镇，西靠县内玉兴镇，北接本县回龙镇。
悦来镇下辖以下地区：
平安社区、月耳井村、梓树村、厚垭村、宝光村、安心村、春燕村、碧池村、马河村、征武村、泉塘村、鲇桂村、潘山村、玉河村、金鸭村、群桥村、新彭村和红灵村。
该镇由原来的悦来乡、璧山乡合并而成，有悦来、璧山两处场镇，两处场镇街道均为水泥路面。
悦来场镇位于东经104.789545度，北纬30.973803度，场镇共有两条街道，分为前街、后街；前街由原来的悦来乡老街道改建而成，后街是近几年新建街道。悦来场镇在月耳井村内；镇政府地处悦来场镇。
璧山场镇有位东经104.82283度，北纬30.97127度，共有一条L型街道。

## 交通
目前悦来镇至县城需经过临江镇、回龙镇，至2011年底，全镇的村村通公路已全部改造成双车道水泥路面。